# Oreoselinum elaphoboscum
Oreoselinum elaphoboscum är en flockblommig växtart som beskrevs av A. Delarbre. Oreoselinum elaphoboscum ingår i släktet Oreoselinum och familjen flockblommiga växter. Inga underarter finns listade i Catalogue of Life.